# باشگاه ورزشی فنجاء
باشگاه ورزشی فنجاء (انگلیسی: Fanja SC) (عربی: نادي فنجاء الرياضي) یک باشگاه فوتبال از عمان است که در شهر فنجا، بدبد استان مسقط قرار دارد.